# 川上村 (新潟県)
川上村（かわかみむら）は、かつて新潟県東頸城郡にあった村。

## 沿革
- 1889年（明治22年）4月1日 - 町村制施行に伴い東頸城郡高谷村、切光村、今清水村、泉村が合併し、川上村が発足。
- 1901年（明治34年）11月1日 - 東頸城郡里見村、川辺村と合併し、牧村となり消滅。